# Footloose (1984)
Footloose (bra: Footloose - Ritmo Louco; prt: Footloose - A Música Está do Teu Lado) é um filme estadunidense de 1984, dirigido por Herbert Ross e escrito por Dean Pitchford. A obra é estrelada por Kevin Bacon, Lori Singer, John Lithgow, Dianne Wiest, Chris Penn e Sarah Jessica Parker. O musical conta a história de Ren McCormack (Kevin Bacon), um adolescente de Chicago que se muda para uma cidadezinha em que, devido aos esforços do ministro local, dança e rock são proibidos.
O filme é vagamente baseado em eventos reais que ocorreram na pequena, rural e religiosa cidade de Elmore City, Oklahoma.

## Elenco
- Kevin Bacon como Ren McCormick
- Lori Singer como Ariel Moore
- John Lithgow como Reverendo Shaw Moore
- Dianne Wiest como Vi Moore
- Chris Penn como Willard
- Sarah Jessica Parker como Rusty
- John Laughlin como Woody
- Elizabeth Gorcey como Wendy Jo
- Frances Lee McCain como Ethel McCormack
- Jim Youngs como Chuck Cranston
- Timothy Scott como Andy Beamis
- Lee McCain como Ethel McCormick
- Artur Rosenberg como Wes
- Lynne Marta como Lulu

## Produção
Dean Pitchford escreveu o roteiro (e a maioria das letras das canções) para Footloose, Herbert Ross dirigiu o filme e a Paramount Pictures co-produziu e distribuiu o filme.
Michael Cimino foi contratado pela Paramount para dirigir o filme quando as negociações com Ross ficaram travadas em seu início. Depois de quatro meses trabalhando no filme, o estúdio demitiu Cimino que estava fazendo muitas exigências estravagantes para a produção, incluindo a exigência de US$ 250 mil adicionais, o que acabou fazendo com que o estúdio recontratasse Ross.

### Seleção de elenco
Tom Cruise e Rob Lowe foram ambos cotados para interpretar o personagem principal. Os diretores de elenco ficaram impressionados com Cruise por causa de sua famosa cena dançando de cueca no filme Risky Business, mas ele estava indisponível naquele momento porque estava no meio das filmagens de All the Right Moves. Lowe fez três testes para o papel e tinha as habilidades como dançarino e a aparência de "adolescente comum" que o diretor queria, mas um ferimento o impediu de participar do filme.

### Filmagem
Footloose foi filmado em várias locações no Condado de Utah, Utah. As cenas de escola e a cena do trator foram filmadas em e em torno de Payson, Utah e na Payson High School. As cenas de igreja foram filmadas em American Fork e as cenas do moinho foram feitas em Geneva Steel, Vineyard. A cena do drive-in foi filmada em Provo no local que naquela época se encontrava o restaurante "High Spot". O restaurante fechou no final dos anos 80 e no local agora existe um loja de auto-peças. A sequência final do filme foi gravada em Lehi. Para as cenas que se passam em um armazém, Bacon disse que quatro dublês foram utilizados: "Eu tive um dublê, um dublê de dança [Peter Tramm] e dois dublês ginastas".

## Trilha sonora
A trilha sonora do filme ficou a cargo de Tom Snow, Dean Pitchford, Kenny Loggins, Nigel Harrison, Mark Mothersbaugh, Jamshied Sharifi, Jim Steinman e Nate Archibald e foi lançada em fita cassete, cartucho, compact disc e disco de vinil. A trilha sonora também foi relançada no 15° aniversário do filme em 1999. O relançamento incluiu quatro novas canções: "Bang Your Head (Metal Health)" do Quiet Riot, "Hurts So Good" de John Mellencamp, "Waiting for a Girl Like You" do Foreigner e um remix estendido de "Dancing in the Sheets".
O albúm inclui as canções "Footloose" e "I'm Free", ambas de Kenny Loggins, "Holding Out for a Hero" de Bonnie Tyler, "Girl Gets Around" de Sammy Hagar, "Never" da banda de rock australiana Moving Pictures, "Let's Hear It for the Boy" de Deniece Williams, "Somebody's Eyes" de Karla Bonoff e "Dancing In The Sheets" by Shalamar, além da canção de amor "Almost Paradise" de Mike Reno da banda Loverboy and Ann Wilson of Heart. Algumas das canções foram compostas por Eric Carmen e Jim Steinman e o albúm vendeu mais de 9 milhões de copias só nos Estados Unidos. O albúm foi também incluído na lista dos 200 álbuns definitivos no Rock and Roll Hall of Fame.
A repercussão do filme no Brasil fez com que a canção "Almost Paradise" fosse incluída na trilha sonora internacional da novela "Transas e Caretas", exibida também em 1994 pela TV Globo, como tema dos protagonistas "Thiago" e "Marília", interpretados por José Wilker e Natália do Vale.
Na reedição da trilha sonora do filme em 1998 na ocasição dos 15 anos do filme foi incluída a canção "Waiting for a Girl Like You" do Foreigner. Essa canção havia sido utilizada também em uma trilha de novela da TV Globo no ano de 1982, "O Homem Proibido" como tema dos personagens "Deo" e "raquel", interpretados por Stepan Nercessian e Alzira Andrade.

## Lançamento

### Recepção
No agregador de críticas de televisão e cinema Rotten Tomatoes, Footloose tem 51% de aprovação e uma nota média de 5,6/10, baseado em 39 críticas. No website, o consenso da crítica é que: "Não há muita dança, mas o que está lá é ótimo. No resto do tempo, Footloose é um bom pedaço de drama adolescente". No Metacritic, outro agregador de críticas, o filme tem a nota de 42/100, baseado em 12 críticas.
No geral, o filme recebeu críticas medianas dos críticos. Roger Ebert do Chicago Sun-Times chamou o filme de "um filme seriamente confuso que tenta fazer três coisas e faz todas elas mal. Ele quer contar a história de um conflito em uma cidade, quer apresentar alguns personagens adolescentes chamativos e parte do tempo em que quer ser um videoclipe". Dave Denby escrevendo para a New York Magazine disse: "Footloose pode ser um sucesso, mas é lixo - forragem de alta potência para o mercado teen". Jane Lamacraft escrevendo em 2010 para a revista "Sight and Sound" disse: "Quase três décadas depois, a cena de Bacon dançando de colete em um moinho de farinha parece pobremente com os anos 80, mas o resto do drama de Ross envelheceu bem."

### Bilheteria
Apesar das críticas mornas e de ter sido produzido com apenas oito milhões de dólares, Footloose foi um sucesso comercial, faturando por volta de 80 milhões de dólares nas bilheterias americanas. O filme estreou nos Estados Unidos em 17 de fevereiro de 1984 em 1 384 salas de cinema, arrecadando US$ 8 556 935 de dólares no seu fim de semana de estreia e terminando a semana no topo da lista dos filmes mais assistidos nos EUA. O filme ficou 18 semanas em cartaz e em 16 dessas semanas o filme foi um dos dez filmes mais vistos em território americano. Footloose foi o 7° mais visto do ano de 1984.

### Premiações
Footloose foi indicado para dois Oscars de Melhor Canção Original (para "I'm Free" e "Footloose); um Globo de Ouro de "Melhor Canção Original para Filme" (para "Footloose"); um Grammy Award de "Melhor Albúm Instrumental de Trilha Sonora escrita para Cinema ou Televisão"; além de dois Young Artist Awards para Sarah Jessica Parker na categoria "Melhor Atriz Coadjuvante em um Filme de Comédia, Musical, Aventura ou Drama" e outro na categoria "Melhor Filme Familiar"[carece de fontes?] e um "ShoWest Convention" na categoria "Revelação do Ano" para Lori Singer.[carece de fontes?] Além disso, a canção "Footloose" foi incluída pelo American Film Institute na Lista das melhores canções de filmes estadunidenses na posição número 96.

## Adaptação para musical
Uma versão musical de Footloose estreou em 1998. Contendo muitas das canções do filme, o show foi apresentado no West End em Londres, na Broadway e em vários outros lugares. O musical é relativamente fiel ao filme com algumas pequenas diferenças na histórias e em alguns personagens.

## Refilmagem
Em 2010, a Paramount anunciou planos para produzir um remake de Footloose. As filmagens começaram em setembro de 2010 e o filme foi escrito e dirigido por Craig Brewer. Orçado em 25 milhões de dólares, a obra foi lançada em 14 de outubro de 2011 e arrecadou US$ 63,5 milhões de dólares nas bilheterias.